# Amecameca

Municipalité d'Amecameca.

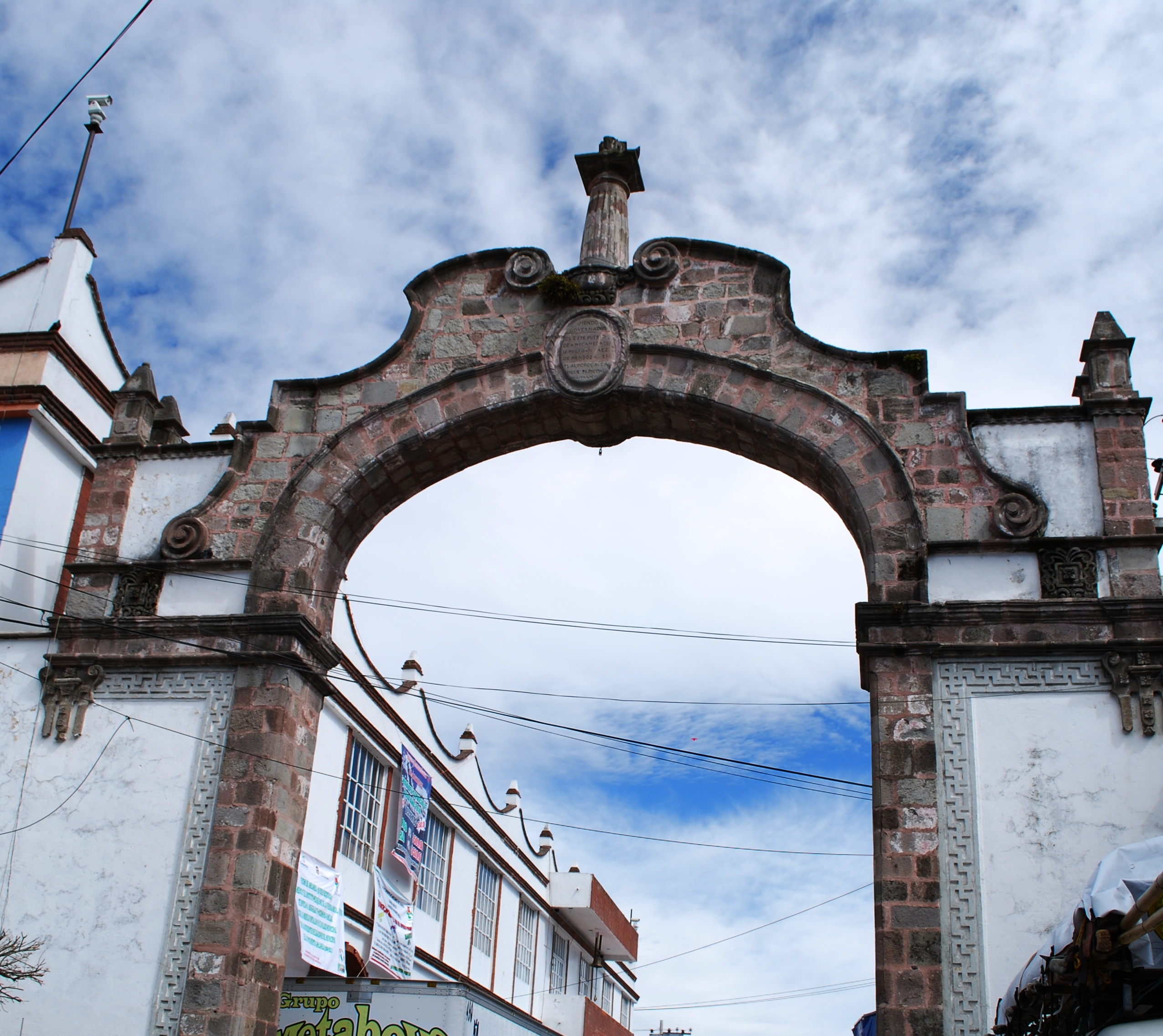
Arc de l'époque coloniale au centre historique

Amecameca (mot d'origine nahuatl) est l'une de 125 municipalités de l'État de Mexico au Mexique. Amecameca confine au nord à Ocoyoacac, à l'ouest à Almoloya del Río, au sud à Ayapango et à l'est à Puebla. Son chef-lieu est Amecameca de Juárez qui compte 31 422 habitants.

## Histoire
La municipalité fut occupée par les Zapatistes au cours de la Révolution mexicaine.